# Rocche Bianche
Le Rocche o Rocce Bianche (Rocche Gianche in ligure) sono un'area protetta provinciale dell'estensione di 1.168,00 ettari nella provincia di Savona, che si sviluppa nei Comuni di Quiliano, Vado Ligure, Orco Feglino, Vezzi Portio, Mallare.
L'area protetta provinciale Rocche Bianche è un sito importante per i contrasti floristici e vegetazionali legati alle differenze dei substrati geologici e delle esposizioni; tali caratteristiche permettono, a breve distanza dal mare e a basse quote, lo sviluppo di calluneto e di faggeta e sono altresì presenti habitat e specie di interesse prioritario, specie endemiche e/o rare, specie al limite nord-orientale di distribuzione o protette.

## Ambiente fisico

### Geologia
Il substrato delle Rocche Bianche e dell'area adiacente appartiene alla formazione degli Scisti di Gorra. Questi ultimi sono definiti come dei metasedimenti fini appartenenti alle formazioni sedimentarie permocarbonifere, di origine in gran parte vulcanica e in parte sedimentaria continentale. In particolare gli Scisti di Gorra sono costituiti da rocce chiare, fini e possono avere diverse origini: sedimenti composti da quarzo, miche e cloritoide, con tormalina e rutilo spesso abbondanti derivanti dalla degradazione meteorica di depositi continentali; prodotti di rimaneggiamento di vulcaniti acide; piroclastiti. Gli spessori sono spesso variabili, ma sempre dell'ordine di alcune centinaia di metri.
Spesso la roccia appare affiorante o subaffiorante e solo in alcuni casi si è rinvenuto uno strato di coltre di spessore massimo pari a circa 4 metri. Le coltri individuate sono di natura detritico-colluviale, classificabili geotecnicamente come una ghiaia sabbiosa con scarsa frazione fine. La roccia affiorante appare fratturata ed alterata ad indicare l'azione degli agenti atmosferici, che ne hanno ridotto le caratteristiche geotecniche. Le prove svolte hanno permesso di individuare uno spessore del cappellaccio di alterazione variabile tra 0,5 e 3 metri.

### Geomorfologia
La zona sommitale dei rilievi appare sub pianeggiante, mentre i versanti sono caratterizzati da notevoli pendenze. Il versante verso sud è caratterizzato da una acclività media del 25%, mentre quello nord presenta una acclività del 20%. Le acque superficiali vengono regimate dai numerosi impluvi naturali, che trovano origine lungo i pendii. La notevole pendenza dei versanti, unitamente alla presenza di numerosi rii naturali ha permesso di modellare i versanti, dando origine ad una morfologia marcata da erosioni torrentizie ad andamento all'incirca rettilineo e a breve sviluppo lineare. Le pendenze delle varie aste torrentizie risultano molto acclivi, con scarso deflusso a carattere stagionale.

### Idrogeologia
Come detto l'area è caratterizzata dalla presenza di numerosi rii, che nascono lungo le pendici del Monte Pian Mora e dalla Cima delle Rocche Bianche. Lungo il versante nord la regimazione delle acque superficiali è regolata da numerosi impluvi, tributari del rio Ciantoni, del rio Capanna, del rio Mece e Sascia a loro volta tributari del rio Plattano. Mentre lungo il versante sud le acque vengono convogliate verso il rio della Brignea, il rio Fregia, il rio Terusso ed il rio Termini. Sia in periodo autunnale che in periodo primaverile, non si sono rinvenute emergenze sorgentizie. Tali osservazioni permettono di stabilire che non sussiste la possibilità di interferenze tra eventuali lavorazioni e la presenza di sorgenti. Per quanto riguarda i fattori che condizionano la circolazione delle acque nel sottosuolo va detto che questi sono essenzialmente legati alle caratteristiche idrogeologiche delle rocce e ai rapporti stratigrafici e tettonici esistenti tra complessi a diversa permeabilità relativa. Si ipotizza l'esistenza di un sensibile contrasto di permeabilità tra la coltre detritica (costituita da depositi detritico-colluviali perlopiù grossolani) e il substrato roccioso. Per quanto riguarda il substrato sano, questo è pressoché impermeabile, mentre il cappellaccio di alterazione può essere definito moderatamente permeabile per fessurazione, in relazione al grado di fratturazione della roccia.

### Fauna e flora
Tra gli habitat più rappresentativi della zona, figurano: boschi di Quercus pubescens e formazioni erbose secche seminaturali e facies coperte da cespugli su substrato calcarea (Festuco-Brometalia); notevole è la fioritura di orchidee.

#### Flora
A causa delle differenze nell'esposizione dei versanti e delle diverse tipologie di rocce, il sito presenta una notevole diversificazione degli habitat. Tipici dell'area mediterranea, nella parte sud-est del territorio, sono i boschi di quercia da sughero. A quote insolitamente basse, sono presenti frammenti di faggeta e lande a calluna. Si segnalano due importanti endemismi: la campanula di Savona (Campanula sabatia), inserita nella Direttiva n. 92/43/CEE relativa alla conservazione degli habitat naturali e seminaturali e della flora e della fauna selvatiche come specie di interesse prioritario, e il vilucchio di Capo Noli (Convolvulus sabatius), relitto della flora paleomediterranea, che in provincia di Savona è presente allo stato spontaneo solo nella zona adiacente al SIC/ZSC Rocca dei Corvi - Mao - Mortou e nel finalese. Nelle praterie assolate e pietrose si può incontrare il raro fiordaliso ovoide (Rhaponticum coniferum), una composita dal fiore a forma di "pigna", e diverse specie di orchidee. Tutte queste piantte sono protette dalla Legge Regionale 9/1984. Altre specie di elevato valore fitogeografico, rare e/o vulnerabili sono: Campanula medium, Centaurea aplolepa, Cephalanthera longifolia, Cistus albidus, Dorycnium rectum, Echinops ritro, Festuca inops, Helianthemum apenninum, Limodorum abortivum, Ophrys fuciflora, Anacamptis papilionacea, Anacamptis morio, Phyteuma scorzonerifolium.

#### Fauna
Nel sito, e in particolare nella vicina area del Monte Mao (nel territorio del Comune di Bergeggi), si rinvengono ambienti idonei per la vita e la riproduzione di diverse specie di anfibi anuri: pozze dove l'acqua rimane stagnante per un periodo sufficiente a sostenere queste popolazioni. È stata segnalata la presenza della rana agile (Rana dalmatina), della raganella mediterranea (Hyla meridionalis) e del rospo smeraldino (Bufotes viridis), diffuso in poche aree della provincia. Tra le specie di anfibi più rare in Italia, in quest'area è presente anche il pelodite punteggiato (Pelodytes punctatus), che in provincia si rinviene solo in questo sito e nel finalese. Tra le emergenze ornitologiche si segnalano: il succiacapre (Caprimulgus europaeus), il biancone (Circaetus gallicus), l'averla piccola (Lanius collurio), il falco pecchiaiolo (Pernis apivorus), la cicogna bianca (Ciconia ciconia). Tra le altre specie faunistiche a vario titolo tutelate dalla normativa nazionale e internazionale si segnalano tra i vertebrati l'anfibio Speleomantes strinatii (All.II 92/43), tra gli invertebrati il coleottero Cerambyx cerdo e tra i mammiferi il chirottero Rhinolophus euryale.

## Storia

### Nella guerra di liberazione
Le Rocche Bianche furono teatro e centro nevralgico nella lotta di resistenza del territorio savonese, come si può facilmente intuire dalle centinaia di storie che si tramandano di generazione in generazione.

#### La battaglia alle Rocce
Presso le Rocche Bianche è avvenuto il grande rastrellamento del 28 novembre 1944, ovvero l'avvenimento militare più significativo, se non l'ultimo dei grandi scontri avvenuti fra partigiani e nazifascisti, organizzato dal Comando della 43ª Divisione tedesca, coadiuvato dagli uomini della San Marco, delle Brigate Nere e dai militi della G.N.R., contro le quattro Brigate Garibaldine: III - IV - V - VI, allo scopo di annientare la Resistenza partigiana savonese.
Il rastrellamento coinvolse con attacchi simultanei la III, la IV e la VI Brigata. La III Brigata impegnò il nemico a Carpe, dove il Distaccamento Torcello interruppe la strada demolendo il ponte del "Salto del Lupo" e bloccando il procedere di un'autocolonna di mezzi corazzati ed autoblindo; i Distaccamenti "Ines Negri" e "Torcello", nei pressi di Calizzano, impegnarono per due giorni forti contingenti nemici infliggendo loro gravi perdite; i Distaccamenti "Bonaguro" e "Bruzzone", al passo del Melogno e al Forte Settepani, tennero in scacco tedeschi, San Marco e Monterosa per altri due giorni. La V Brigata perse il suo comandante Bill, ma seppe contenere e combattere da postazioni fisse. La VI Brigata, comandata da Antonio, nell'impossibilità di opporre valida resistenza, dopo essersi spostata con abili manovre più in alto a difesa, si sottrasse al nemico. Fu soprattutto la IV Brigata Garibaldina comandata da "Enrico", Hermann Wygoda, comprendente 3 Distaccamenti, il "Maccari", il "Calcagno", e il "Rebagliati", per un totale di 300 uomini, che riuscì con onore a non cedere all'urto del grande rastrellamento.

### L'apertura del parco eolico
Nell'aprile 2020 è entrato in funzione il parco eolico Rocche Bianche, situato sulle alture al confine tra Vado Ligure e Quiliano.
Il parco è composto da 4 aerogeneratori Enercon E92, alti 78 m e con un diametro del rotore di 92 m, che trasformano l'energia del vento in energia elettrica sostenibile, fornendo 24200 MWh/anno, pari al consumo annuale medio di 7500 famiglie.
Nel 2022 Legambiente inserisce l'impianto di Quiliano - Vado Ligure, nella "Guida turistica dei parchi eolici".

## Itinerari
Molte sono le escursioni possibili per raggiungere le Rocche Bianche: partendo da Vado Ligure, da Finale Ligure, da Vezzi Portio, da Mallare e da Quiliano.
Dalle Rocche Bianche si può proseguire sino a raggiungere il Colle del Termine, la radura dove sorge la Cappella di San Giacomo e poco più avanti la Colla di San Giacomo, l'Alta Via dei Monti Liguri, la faggeta alle pendici del Bric Praboè, ovvero i monumentali Faggi di Benevento, nel territorio del comune di Mallare.